# Eleonora Normandská
Eleonora Normandská (1010?–1071?) byla flanderská hraběnka z Normanské dynastie.
Eleonora se narodila jako jedna z dcer Richarda II. Normandského a jeho manželky Judity, dcery bretaňského vévody Conana I. V dubnu 1031 byla provdána za čerstvě ovdovělého postaršího flanderského hraběte  Balduina IV. Porodila mu dvě dcery a roku 1035 ovdověla. Zemřela zřejmě roku 1071.